# Martín López Segarra
Martín López Segarra (n. 1905) va ser un militar espanyol.

## Biografia
Nascut el 8 de gener de 1905 a Lleida, va ser militar professional. Va arribar a prestar servei al Protectorat del Marroc, on va estar destinat en la Mehal-la Jalifiana de Tetuan. Va arribar a participar en la Guerra del Rif, prenent part en diverses accions militars. En 1929 —estant encara destinat a Àfrica— es va iniciar en la maçoneria, afiliant-se a la lògia Tetuan n. 64 que es trobava a la ciutat homònima. Després de l'esclat de la Guerra civil es va mantenir fidel a la República, integrant-se posteriorment a l'Exèrcit Popular de la República. Durant el transcurs de la contesa arribaria a ser cap d'Estat Major de la 30a Divisió, entre abril de 1937 i març de 1938.
Finalitzada la guerra va marxar a l'exili, instal·lant-se a Mèxic.